# Zāvīyeh (ort i Iran)
Zāvīyeh (persiska: زاويه, زاويِه, زاريِّه, Shahr-e Zāvīyeh, شَهرِ زاويِّه) är en ort i Iran.   Den ligger i provinsen Markazi, i den nordvästra delen av landet, 80 km väster om huvudstaden Teheran. Zāvīyeh ligger 1 255 meter över havet och antalet invånare är 6 141.
Terrängen runt Zāvīyeh är platt söderut, men norrut är den kuperad. Runt Zāvīyeh är det ganska glesbefolkat, med 27 invånare per kvadratkilometer. Närmaste större samhälle är Parandak, 10,9 km öster om Zāvīyeh. Trakten runt Zāvīyeh består i huvudsak av gräsmarker.